# Иберијски козорог
Иберијски козорог (лат. Capra pyrenaica) је врста сисара из реда папкара (Artiodactyla) и породице шупљорожаца (Bovidae). 

## Распрострањење
Ареал врсте покрива средњи број држава. 
Присутна је у следећим државама: Шпанија, Португал, Француска, Андора и Гибралтар.

## Станиште
Станишта врсте су шуме, планине и речни екосистеми.

## Угроженост
Ова врста је наведена као последња брига, јер има широко распрострањење и честа је врста.